# 中央讲师团
中央讲师团，也称中央机关讲师团，是1980年代改革开放后，为增强地方的教学水平，由中央从党政机关抽调一部分干部，参加培训中小学教师的工作。从1985年派出第一批讲师团起，共持续了四年时间。

## 背景
1985年6月，根据教育体制改革方案，中央决定抽调党政机关干部去各地基层培训中小学教师。当月向各地方政府下发通知，并开始自愿报名。除一部分是自愿报名外，有相当一部分是由单位出面动员符合条件的参加。8月11日，时任中共中央总书记的胡耀邦在人民大会堂欢送第一批八五届中央讲师团，共3250人。9月25日，中央机关讲师团办公室（后更名为中央讲师团办公室）成立。

## 领导机关
教育部常设机构中央机关讲师团办公室（后更名为中央讲师团办公室）。师范司代管，金长泽任主任。

## 结束
1989年，国家教委向各部委和各省下发标题为《停止选派一九八九届中央机关讲师团》的文件，宣告历时四年的中央讲师团结束。

## 争议
因部分支援的地方较为贫困，业余生活非常苦闷，一些地方出现了作风问题，造成了一些不良影响。

## 部分成员
- 刘军，时任中国广播交响乐团副团长，现任中国爱乐乐团副团长。

- 武炳统，时任中国广播艺术团副团长。